# 니콜라 그뤼니츠키

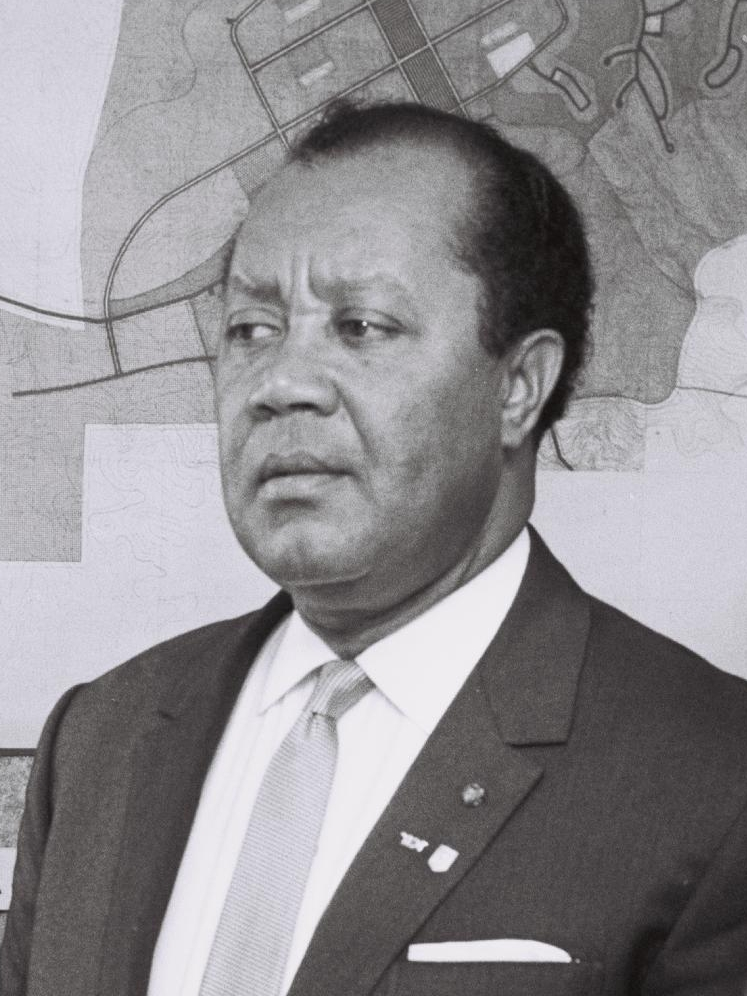
니콜라 그뤼니츠키 (1964)

니콜라 그뤼니츠키(프랑스어: Nicolas Grunitzky, 1913년 4월 5일~1969년 9월 27일)는 토고의 정치인이다. 1956년 9월 12일부터 1958년 5월 16일까지 토고의 총리를, 1963년 1월 13일부터 1967년 1월 13일까지 토고의 대통령을 역임했다.
토고 아타크파메에서 폴란드계 독일인 아버지와 요루바족 혈통을 가진 토고인 어머니 사이에서 태어났다. 프랑스 파리에 위치한 공공 사업 특별 학교에서 공학을 전공했으며 토고 진보당의 사무총장을 역임했다.
1951년에는 토고 의회 의원으로 선출되었으며 1951년부터 1958년까지 프랑스 국민의회 의원으로 선출되었다. 1956년 9월 12일에는 토고를 식민 통치하고 있던 프랑스 당국의 지원을 통해 토고의 총리로 선출되었지만 1958년 5월 16일에 실시된 총선거에서 토고 단결 위원회 소속의 정치인인 실바뉘 올랭피오에게 패배했고 한동안 망명 생활을 하게 된다.
1963년 1월 13일 실바뉘 올랭피오 대통령이 토고에서 일어난 군사 쿠데타 과정에서 암살당하면서 토고의 대통령으로 선출되었지만 1967년 1월 13일 냐싱베 에야데마 장군이 일으킨 군사 쿠데타로 인해 축출되고 만다. 코트디부아르 아비장에서 일어난 교통 사고로 인해 큰 부상을 입었으며 1969년 9월 27일 프랑스 파리에 위치한 병원에서 사망했다.

## 역대 선거 결과
| 선거명      | 직책명        | 대수 | 정당        | 득표율  | 득표수    | 결과 | 당락 |
| ----------- | ------------- | ---- | ----------- | ------- | --------- | ---- | ---- |
| 1963년 선거 | 토고의 대통령 | 2대  | 토고 진보당 | 100.00% | 568,893표 | 1위  |      |